# Barbro Eriksson
Karin Barbro Elisabet Eriksson, senare Flodström, född 5 september 1943 i Nyköping, är en svensk simmare.
Hon tävlade för Nyköpings SS och deltog i OS 1960 i Rom. Hon ställde upp i 200 meter bröstsim och fick där tiden 2.59,8 och hamnade på 14:e plats av 29 startande.